# Провато
Провато (крим. Provato, сучасне зросійщене Праватка, також Текіє, крим. Tekiye) — бухта в Криму, біля селища Кайгадор Феодосійського району Автономної Республіки Крим, Україна.

## Назва
Скоріш за все, назва походить від італ. provato — «перевірений», але також є версії походження від грец. πρόβατον — «овече місце» та від італ. balneum privatum — «приватні купальні».
Також використовувалася назва Текіє (крим. Tekiye, «монастир»), за середньовічним вірменським монастирем на березі.

## Опис
Обмежена П'ятим мисом і мисом Кіїк-Атлама, з півночі бухту обмежує хребет Джан-Куторан. Частина Коктебельської затоки.
На березі бухти розташоване селище Кайгадор. Бухта розділена на селищний пляж, а також Перший, Другий, Третій та Четвертий пляжі — між ними відповідно знаходяться Перший, Другий, Третій та Четвертий миси; за останнім із пляжів розташовується П'ятий мис.
Пройти вздовж усіх мисів можна береговою стежкою, козячими стежками і хребтом Джан-Хуторан. П'ятий мис можна обійти тільки морем (іноді по щиколотку), при цьому протоптана підводна стежка, яку добре видно в прозорій воді.
Пляжі бухти Провато переважно піщані та галькові, зі зручним спуском у воду. Бухта межує з Тихою бухтою та Двоякорною бухтою.

## Історія
Після взятя Константинополя хрестоносцями у 1204 році акваторію бухти взяли під свій контроль венеціанські торговці, але до початку XIV століття їх витіснили генуезці, що дали затоці назву Посидіма.
У середньовічних венеціанців, потім генуезців саме тут були рейд і торговий порт, позначені на картах-портоланах цих північноіталійських республік.
До середини XX століття неподалік берегів бухти зберігалися залишки середньовічного вірменського монастиря кінця XIV століття, який дав бухті другу назву, Текійє (букв. «монастирська»).